# Joseph Michael Curley
Joseph Michael Curley (Athlone, Comtat de Westmeath, 12 d'octubre de 1879 - 16 de maig de 1947) fou un sacerdot d'origen irlandès de l'Església Catòlica Romana. Originalment sacerdot i bisbe de la Diòcesi de Sant Agustí, fou el desè Arquebisbe de Baltimore (1921-1947), així com el primer Arquebisbe de Washington (1939-1947).

## Primers anys
Era un dels onze fills de Michael Curley. Estudià en una escola a la seva ciutat natal amb els Germans Maristes de les Escoles. A l'edat de setze anys, va entrar a la Universitat de Limerick. Va tenir una distingida carrera acadèmica, i va obtenir una llicenciatura en Arts de la Universitat Reial de Dublín el 1900. Tot i que originalment volia ser un missioner a les illes Fiji, la visita del Bisbe John Moore a Mungret va portar Curley a ser voluntari per a la Diòcesi de Sant Agustí als Estats Units. Els seus estudis teològics es van realitzar al Col·legi Urbà de Propaganda a Roma, on va rebre la seva llicenciatura de la Sagrada Teologia el 1903.

## Sacerdoci

Escut de l'Arquebisbe

El 19 de març de 1904, Curley va ser ordenat sacerdot pel cardenal Pietro Respighi a la Basílica de Sant Joan del Laterà. Va arribar a Florida la tardor de 1904, i va ser nomenat pastor de l'església de Sant Pere a Deland. La seva parròquia abastava 7.200 milles quadrades (19.000 km²) i va ser un dels més grans a la costa est. El 1905, es va convertir en canceller de la diòcesi i secretari del bisbe William John Kenny. Va servir-lo durant deu mesos, moment en què va tornar a Deland.

## Sant Agustí
El 3 d'abril de 1914, Curley va ser nomenat el quart bisbe de Sant Agustí pel Papa Pius X. Va rebre la seva consagració episcopal el 30 de juny del Bisbe Benjamin Joseph Keiley, amb els bisbes Patrick James Donahue i Corrigan Owen en qualitat de co-consagrantes. A l'edat de trenta-quatre, Curley va ser el membre més jove de la jerarquia d'Amèrica. Es passava vuit mesos de cada any en viatges per tota la diòcesi, i al final del seu mandat, la població catòlica havia crescut de 39.000 a 41.000 i gairebé quaranta esglésies noves van ser construïdes.
Durant la Primera Guerra Mundial, Curley va ser un ferm partidari de la guerra. El 1914, va fundar la Diòcesi Catòlica del Consell de Guerra, un grup que va donar guia espiritual als soldats catòlics de la Florida que anaven a la guerra. i al final de la guerra va celebrar la major missa en memòria dels caiguts a Battery Park a Nova York.

## Baltimore
El 10 d'agost de 1921, Curley va ser nomenat el desè Arquebisbe de Baltimore, Maryland, pel Papa Benet XV. La seva instal·lació es va dur a terme el següent 30 de novembre. L'arribada a la ciutat va ser descrita com "La més gran benvinguda mai oferta a un nou ciutadà de Baltimore. " Durant el seu mandat, a Baltimore, Curley es va distingir com a defensor de l'educació. Va establir seixanta-sis escoles, posant èmfasi en construir escoles en les esglésies. El 1926, ell va declarar: "Desafio a qualsevol sistema d'educació d'escola primària en els Estats Units per demostrar que la que es manté en la Arquidiócesis de Baltimore és millor. " També va establir les oficines diocesanes per Caritats Catòliques (1923) i per a la Congregació de la doctrina de la Fe (1925).

## Baltimore-Washington

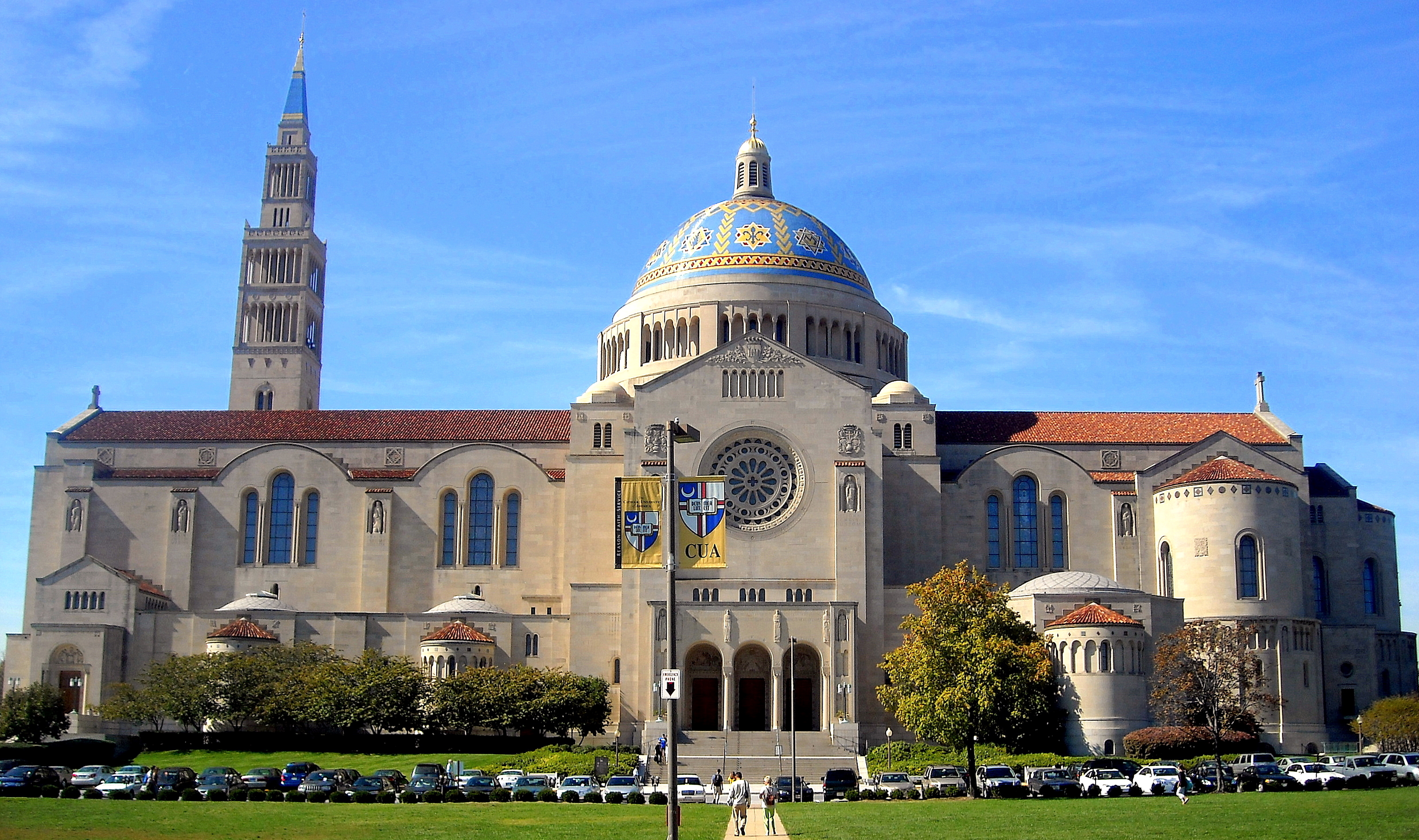
Basílica de la Immaculada concepció on es troba enterrat

El 22 de juliol de 1939, el Papa Pius XII separava la ciutat de Washington DC de l'Arxidiòcesi de Baltimore per formar el nou Arquebisbat de Washington. Alhora que mantenia el seu càrrec com a Arquebisbe de Baltimore, Curley va ser nomenat primer arquebisbe de Washington, i governà dues arxidiòcesis com una sola unitat.
Durant els seus últims anys tingué ceguesa progressiva i la seva salut va empitjorar. Va morir d'un accident vascular cerebral als 66 anys, i va ser enterrat a la Basílica de l'Assumpció a Baltimore. Després de la seva mort, dos arquebisbes van ser nomenats un per Baltimore (Francis Patrick Keough) i un altre per Washington DC (Patrick O'Boyle).